# Köztes világ
A Köztes világ (eredeti cím: Netherworld) 1992-ben bemutatott amerikai horrorfilm, amelyet David Schmoeller írt és rendezett, Charles Band produceri közreműködésével. A főszerepben Michael Bendetti látható.

## Történet
Egy fiatal férfi Louisiana államba érkezik, ahol édesapja szálláshelyén pihen meg kis időre. A pihenés azonban hamarosan rémálommá válik, amikor egy titkos társaság szárnyas szörnyeket használ arra, hogy felélesszék a halottakat.

## A film készítése
A film eredetileg Romániában készült volna, de Band a louisianai New Orleansba helyezte át a forgatást.

## Megjelenés
Az Amerikai Egyesült Államokban 2023. március 10-én jelent meg Blu-ray disc-en a Full Moon Features forgalmazásában.

## Kritikai fogadtatás
Peter Dendle akadémikus a The Zombie Movie Encyclopedia című könyvében „a kétes hírnevű Full Moon stúdió figyelemre méltó alkotásának” nevezte. Lawrence Cohn a Variety magazintól „szórakoztató horrorként” jellemezte.